# Culinária judaica
A culinária judaica é uma reunião de tradições culinárias internacionais que são ligadas entre si pelas leis dietéticas do judaísmo, o kashrut, e as tradições dos feriados judaicos. Diversos tipos de comida, como a carne de porco e mariscos são tipos; carne e laticínios nunca podem ser misturados, e os animais devem ser abatidos ritualmente e salgados para que qualquer traço de sangue seja removido. Vinho e pães são utilizados, especialmente durante os rituais do sabá, dos diversos feriados religiosos e ceia judaica. A culinária judaica é extremamente variada, devido ao uso de ingredientes locais e das influências regionais que deixaram sua marca nas comunidades judaicas ao redor do mundo inteiro, embora não seja possível ou seja incomum ver em certos países do Equador e nos polos.